# واردی(شهر)
واردی (به لاتین: Varde) یک شهر در دانمارک است که در واردی واقع شده‌است. واردی ۱۴٬۰۲۲ نفر جمعیت دارد.